# Patera de Bethune
Bethune Patera
Pour les articles homonymes, voir Bethune.
La patera de Bethune (désignation internationale : Bethune Patera) est une patera située sur Vénus dans le quadrangle de Lachesis Tessera. Elle a été nommée en référence à Mary McLeod Bethune, éducatrice américaine (1875–1955).